# Hopfengarten (Magdeburg)
Hopfengarten, Magdeburg-Hopfengarten – dzielnica miasta Magdeburg w Niemczech, w kraju związkowym Saksonia-Anhalt.